# 함양 영원사 승탑군
함양 영원사 승탑군(咸陽 靈源寺 僧塔群)은 대한민국 경상남도 함양군 영원사에 소재한 승탑군이다.
2006년 7월 20일 경상남도의 유형문화재 제445호 함양 영원사 부도군으로 지정되었다가, 2018년 12월 20일 현재의 명칭으로 변경되었다.

## 개요
영원사 소재 부도군은 사찰의 동쪽 약 1km 전방 진입로 우측 임야 내 5기의 부도가 조성되어 있는 호젓한 곳에 있다. 사찰의 묘역으로 보이는 부도군은 약간의 경사면과 앞쪽에 석축으로 마감한 약 100여 평 정도의 면적 한가운데에 5기의 부도들이 조성되어 있다. 대부분 조선후기에 건립된 것으로 추정되는 5기의 부도들은 현존상태가 양호한 편이며 각각 탑호를 가지고 있기도 하다.
5기의 부도들은 모두 주변에서 산출되는 화강암으로 조성된 것으로 추정되며, 서로 일정한 거리를 둔 채 횡렬로 건립되어 있다. 또한 이 부도들은 각각 부도의 주인공을 밝혀주는 탑호를 탑신석에 새겨두고 있다.
좌측에서 첫 번째에 있는 부도는 탑신석 중앙에 장방형으로 얇게 파낸 후「영암당탑(靈巖堂塔)」이라는 탑호를 음각하고 있다. 기단부와 탑신부의 석재 2매로 구성되어 있는 영암당탑은 석종형 부도에서 변형된 형태를 보여주고 있다. 즉, 하부에서 상부로 가면서 점차 폭이 넓어지다가 어깨부분에서 바로 꺾인 후 간략화 된 상륜을 형성하고 있는 마치 커다란 골호(骨壺)처럼 생긴 부도이다. 기단부는 원형 주좌와 유사하게 2단을 이룬 후 다시 탑신 괴임을 두고 있다. 또한 탑신석과 한 몸으로 이룬 채 간략화 된 상륜부는 보주 장식이 형식화되어 마치 항아리의 구연부와 뚜껑처럼 보인다.
좌측에서 두 번째 부도는 3매의 석재로 각각 기단부와 탑신석 및 옥개석을 형성한 부도이며, 탑신석에 「설파당탑(雪坡堂塔)」이라는 탑호를 가지고 있다. 이 부도는 5기의 부도 중 규모가 가장 크고 치석 또한 잘 되어 있을 뿐만 아니라 나름대로 짜임새도 갖춘 편이다. 전체적인 양식은 조선시대에 팔각원당형 부도와 종형 부도 양식이 결합된 채 형식화된 구형(球形)부도 양식을 보여주고 있다. 기단부는 방형에 원형 주좌처럼 1단을 형성한 후 탑신 괴임을 두고 있으며, 탑신부의 탑신석은 상하가 약간 긴 구형을 이루고 있다. 옥개석은 두꺼운 두께와 완만한 경사를 이룬 낙수면 및 유연한 처마선을 지닌 채 6각으로 조성되어 있다. 옥개석의 상하 합각 부분에는 우동과 모각을 조출하고 있으며, 밑면에는 한 줄의 음각선을 돌리고 있고, 정상에는 구릉형의 보주를 각출하고 있다.
좌측에서 세 번째에 있는 부도는 「중봉당탑(中峯堂塔)」이라는 탑호가 탑신석에 음각되어 있다. 전체적인 형태는 치석이 좋지 못한 원형 기단부 위에 탑신석 괴임을 각출한 후 계란 형태의 석종형 탑신석을 둔 조선시대에 흔히 조성된 부도 양식을 따르고 있다. 다만 탑신석과 한 몸을 이룬 상륜부에는 8엽의 복연(伏蓮)이 융기된 것처럼 보이는 연화관(蓮花冠)을 특이하게 조출하고 있다.
좌측에서 네 번째 부도는 조선시대 전형적인 석종형 부도 양식을 따르고 있으며, 5기의 부도 중 가장 규모가 작은 부도이다. 탑신석에 「청계당탑(淸溪堂塔)」이라는 탑호를 지닌 이 부도의 기단부는 각 변과 치석이 고르지 않은 8각으로 이루어져 있다. 계란 형태의 탑신석 위에는 간략히 반구형 보주를 각출하고 있다.
좌측에서 다섯 번째 부도는 탑신에 「벽허당탑(碧虛堂塔)」이라는 탑호를 새긴 석종형 부도이다. 전체적으로는 좌측에서 세 번째 부도와 거의 유사한 형태를 가지고 있지만, 치석이 나름대로 양호한 방형 기단부와 상륜부에 7엽의 연화관이 조출되어 있는 등 세부적으로는 약간 차이를 보이고 있다.
```
5기의 부도는 거의 횡렬로 건립되어 있지만, 일직선을 그어 각각의 부도 건립 선후관계를 비교해 볼 수 있다. 일직선상에서 가장 뒤쪽에 있는 것은 좌측에서 두 번째 부도이고, 그 다음으로는 좌측에서 네 번째 부도, 다섯 번째 부도, 세 번째 부도, 첫 번째 부도 순으로 조성되어 있다. 따라서 5기의 부도 중 설파당탑이 약간 뒤편에 건립되어 있고, 규모 또한 가장 크며, 치석도 나름대로 정교한 편이므로 설파당탑의 건립 시기가 가장 앞서는 것으로 추정된다.
```

설파당탑의 주인공인 설파상언(雪坡尙彦) 대사는 1707년에 출생하여 1791년에 입적한 분이다. 또한 설파상언 대사는 함양군 서상면 상남리에 소재한 영각사(靈覺寺)를 창건하고 화엄경판을 각한 분이기도 하다. 그러나 나머지 4기의 부도 주인공들은 그 생몰연대나 행적이 알려져 있지 않다.

## 지정 사유
사찰의 묘역으로 보이는 부도군은 약 100여 평 정도의 면적 한가운데에 5기의 부도들이 조성되어 있다. 대부분 조선후기에 건립된 것으로 추정되며, 현존상태가 양호한 편이다.부도들은 모두 주변에서 산출되는 화강암으로 조성된 것으로 추정되며, 서로 일정한 거리를 둔 채 횡렬로 건립되어 있다.
각각의 부도는 그 주인공을 밝혀주는 탑호를 탑신석에 새겨두고 있는데,  그 중 설파당탑(雪坡堂塔)의 주인공인 설파상언(雪坡尙彦) 대사는 1707년에 출생하여 1791년에 입적하였으며, 함양군 서상면 상남리에 소재한 영각사(靈覺寺)를 창건하고 화엄경판을 각하였다. 그러나 나머지 4기의 부도 주인공들은 그 생몰연대나 행적이 알려져 있지 않다.

## 참고 문헌
- 함양 영원사 승탑군 - 국가유산청 국가유산포털